# Yoshihiro Shoji
Yoshihiro Shoji (født 14. september 1989) er en japansk fodboldspiller, som spiller for den japanske fodboldklub Kyoto Sanga FC.